# Bureatia

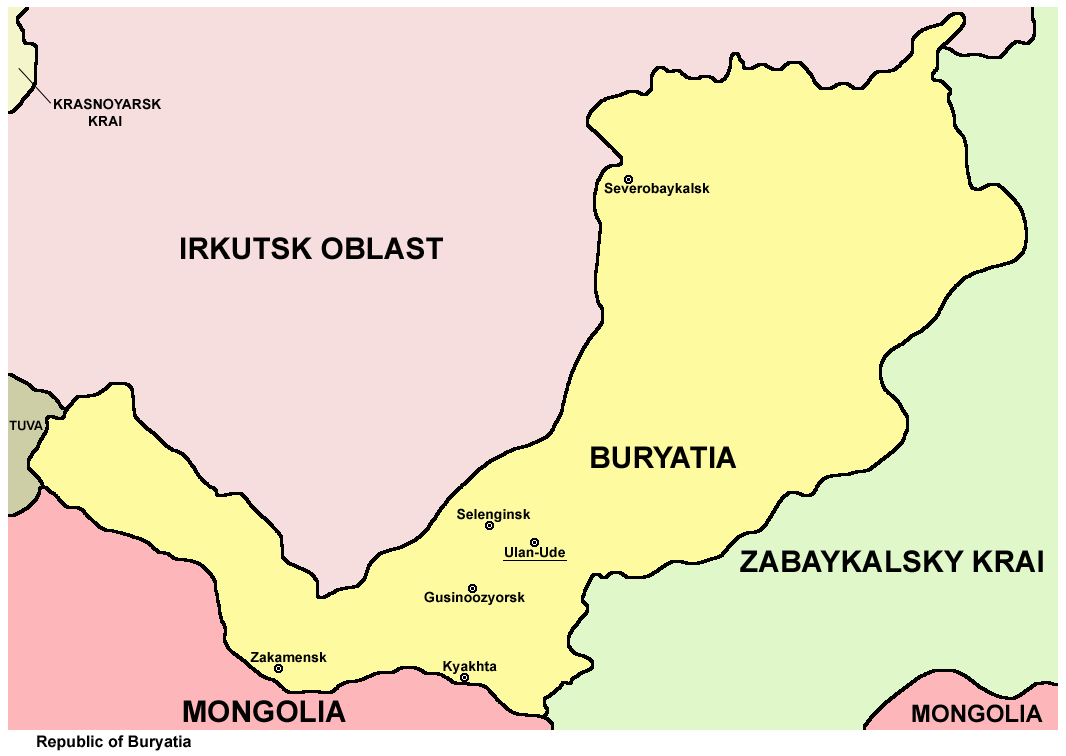

Bureatia sau Republica Bureatia este un subiect federal al Rusiei, una din republicile Rusiei. Bureatia a fost stabilită ca republică din 1923.

## Geografie
Bureatia este localizată în sudul Siberiei, în estul lacului Baikal. Se învecinează cu Mongolia la sud, cu regiunea Irkutsk la vest și nord-vest, cu regiunea Cita la est și cu Tuva la vest.

## Demografie
După recensămîntul din 2003, populația era de 981.232 persoane, din care 665.512 (67,8%) ruși, 272.910 (27,8%) bureați, 9.585 ucraineni și 8.189 (0,8%) tătari. 59,6% din populație era urbană, 40,4% rurală. Bărbații reprezentau 47,7% din populație iar femeile 52,3%.

## Istorie
Teritoriul Bureatiei a fost colonizat de ruși începînd cu 1600. Populația băștinașă este compusă din bureați, etnie înrudită cu mongolii.